# Min stora kärlek
Ej att förväxla med filmen Min första kärlek.
Min stora kärlek (engelska: Shallow Hal) är en amerikansk långfilm från 2001 i regi av Bobby Farrelly och Peter Farrelly, med Gwyneth Paltrow, Jack Black, Jason Alexander och Joe Viterelli i rollerna.

## Handling
Hal Larson är en ytlig ung man som enbart träffar kvinnor som har ett mycket vackert utseende, helst ska de vara supermodeller eller utvikningstjejer. Hans döende far har givit honom rådet att aldrig gå ut med en tjej som inte har en perfekt kropp och ett fantastiskt leende. Och Hal lyssnar på sin far.
En dag träffar Hal på en terapeut som hypnotiserar honom till att enbart se en kvinnas inre skönhet. Ytlige Hal blir plötsligt en djup person med nya värderingar. Så när han träffar Rosemary, en mycket överviktig kvinna, ser han bara hur vacker hon är inombords och blir stormförälskad.
Problemet är bara att Hals kompis Mauricio är lika ytlig som Hal själv var tidigare, och i ren desperation "att få sin vän tillbaka" gör han allt för att kunna avslöja för Hal hur Rosemary egentligen ser ut.

## Rollista
| Gwyneth Paltrow           | – Rosemary                   |
| Jack Black                | – Hal                        |
| Jason Alexander           | – Mauricio                   |
| Joe Viterelli             | – Steve Shanahan             |
| Rene Kirby                | – Walt                       |
| Bruce McGill              | – Pastor Larson              |
| Anthony Robbins           | – Sig själv                  |
| Susan Ward                | – Jill                       |
| Zen Gesner                | – Ralph                      |
| Brooke Burns              | – Katrina                    |
| Rob Moran                 | – Den andra Tiffany          |
| Joshua 'Li'iBoy' Shintani | – Li'iBoy                    |
| Kyle Gass                 | – Artie                      |
| Laura Kightlinger         | – Jen                        |
| Nan Martin                | – Sjuksköterska Tanya Peeler |